# Магда Карина
Магда Карина (на испански: Magda Karina) е мексиканска актриса.

## Биография и кариера
Магдалена Карина Таламантес Дескалсо е родена на 27 юли 1966 г. в град Мексико. Дъщеря е на актрисата и режисьор Карина Дупрес и внучка на актрисата Магда Гусман и театралния режисьор Хулиан Дупрес (Емануел Дескалсо) и майка на актьора Крис Паскал и Катиян Паскал. Магда Карина е доведена дъщеря на актьора Карлос Ансира.
Магда Карина започва своята актьорска кариера още в детските си години, като дебютира в пиесата Малкият оловен войник, режисирана и адаптирана от нейната майка Карина Дупрес, в която участие взема и дебютантът Демян Бичир. През 1982 г. дебютира в телевизията, вземайки участие в теленовелата Остави ме да живея. По-късно взема участие в теленовелите Амалия Батиста, Гуадалупе (където отново си партнира с Демян Бичир) и Белези на душата.
През 1986 г. получава признание с участието си в теленовелата Свърталище на вълци, в която изиграва ролята на Лусеро Еспехел.
Следващите теленовели, които ѝ носят популярност, са Дивата Роза, режисирана от Беатрис Шеридан, Два живота, Замъглено стъкло (част от актьорския състав са нейните майка и баба, но ролите им не са свързани), Ничия любов и Валерия и Максимилиано. За известно време се оттегля от теленовелите, докато Ернесто Алонсо ѝ предлага да изиграе ролята на Брихида Алмонте в историческата поредица Запален факел от 1996 г. На следващата година участва в теленовелата Ничии деца.
Магда Карина има роли и в театъра - в постановките Ах, Соледад! от Юджийн О'Нийл, където отново си партнира с Демян Бичир, Престъпление и наказание, Къщата на Бернарда Алба и Ла Дуда, в която участие взема Магда Гусман, режисирана от Карина Дупрес.
През 1998 г. изпълнява първата си звездна и главна отрицателна роля в теленовелата Страстно зло, продуцирана от Лусеро Суарес.
В продължение на седем години се отдалечава от телевизионната си кариера, до 2005 г., когато взема специално участие в теленовелата Пробуждане, режисирана от Моника Мигел и продуцирана от Карла Естрада, в която играе ролята на своята баба Магда Гусман на млади години - Сара де Овиедо. През 2009 г. е гост-звезда в теленовелата Моят грях, продуцирана от Хуан Осорио.
През 2010 г. изиграва следващата си отрицателна роля в теленовелата Когато се влюбиш, режисирана от Карина Дупрес и Лили Гарса и продуцирана от Карлос Морено.
През 2018-2019 г. участва в теленовелата Да обичам без закон, режисирана от Салвадор Гарсини и Алехандро Гамбоа и продуцирана от Хосе Алберто Кастро.
През 2020 г. участва в теленовелата Подарен живот, режисирана от Серхио Катаньо и Рубен Нелиньо Аксота и продуцирана от Лусеро Суарес.

## Филмография

### Теленовели
- Горчива любов (2024-2025) .... Алисия Санчес
- Да живееш от любов (2024) .... Алма Рамирес
- Прости нашите грехове (2023) .... Клеменсия
- Помощ! Влюбвам се (2021) .... Марта
- Подарен живот (2020) .... Рита
- Да обичам без закон (2018-2019) .... Соня Рейес
- Влюбвам се в Рамон (2017) .... Рейна
- Сянката на миналото (2014-2015) .... Тересина
- Жената от Вендавал (2012-2013) .... Саграрио Алдама де Рейна
- Два дома (2011-2012) .... Аура
- Когато се влюбиш (2010-2011) .... Бланка Окампо
- Моят грях (2009) .... Делфина Солис
- Пробуждане (2005) .... Сара де Олвиедо (млада)
- Страстно зло (1998) .... Марина Ранхел
- Ничии деца (1997) .... Йоланда
- Запален факел (1996) .... Брихида Алмонте
- Любовна песен (1996) .... Джесика
- Валерия и Максимилиано (1991-1992) .... Нидия Рамос
- Ничия любов (1990-1991) .... Елиса Ернандес
- Замъгленото стъкло (1989) .... Луиса
- Два живота (1988) .... Елоиса
- Дивата Роза (1987-1988) .... Анхелика
- Свърталище на вълци (1987) .... Лусеро Еспехел
- Белези на душата (1986-1987) .... Грасиела
- Гуадалупе (1984) .... Росарио Перейра
- Амалия Батиста (1983-1984) .... Ирис
- Остави ме да живея (1982) .... Мерседес

### Сериали
- Como dice el dicho (2012-2017)
- Розата на Гуадалупе (2011-2017) .... Росалба / Аурора / Мирта / Соледад (4 епизода)
- Жена, случаи от реалния живот (1994-1996) (2 епизода)

### Театър
- Ла Дуда
- Къщата на Бернарда Алба (1986)
- Престъпление и наказание (1982)
- Ай, Соледад! (1980)
- Малкият оловен войник